# Masayuki suzuki taste of martini tour 2020/21 〜ALL TIME ROCK 'N' ROLL〜
『masayuki suzuki  taste of martini tour 2020/21 〜ALL TIME ROCK 'N' ROLL〜』（マサユキ スズキ テイスト オブ マティーニ ツアー2020/21 オール タイム ロックンロール）は、2022年2月23日に発売した鈴木雅之のライブ・ビデオ。

## 解説
- 2021年7月7日に大阪フェスティバルホールで行われた鈴木雅之のグループデビュー40周年記念全国ツアーの映像化。
- サプライズゲストに鈴木愛理と闘病より復帰した桑野信義が登場。特典として鈴木雅之・佐藤善雄・桑野による副音声を収録。
- 本来は2020年開催予定の本ツアーであったが新型コロナウイルス感染症の影響により2021年に順延された。
- DVD、Blu-rayとも初回生産限定盤は、本ツアーファイナルの鹿児島で披露された「夢見る16歳with 佐藤善雄&桑野信義」、鈴木愛理とのスペシャル・トーク、ベスト・アルバム『ALL TIME ROCK 'N' ROLL』収録曲のミュージック・ビデオを収録したボーナス・ディスクとの2枚組仕様。

## 収録曲

### Disc.1 本編
- 鈴木雅之・佐藤善雄・桑野信義による副音声を収録

1. Opening＜TAKE THE "A" TRAIN＞
2. 涙のスウィート・チェリー
3. トゥナイト
4. Crazy Little Thing Called Love
5. Good Times, Rock and Roll
6. BAD BLOOD
7. Tears On My Pillow
8. 浮気なスー 〜 Sh-Boom
9. Tシャツに口紅 〜 Stand By Me
10. Daddy's Home
11. 恋人
12. 路（交差点）
13. Ultra Chu Chu Medley＜ハリケーン〜街角トワイライト〜憧れのスレンダー・ガール〜週末ダイナマイト＞
14. ラブ・ミー・ドゥ
15. め組のひと
16. ランナウェイ
17. 夢で逢えたら
18. DADDY! DADDY! DO! feat. 鈴木愛理（ENCORE）
19. ラブ・ドラマティック feat. 鈴木愛理（ENCORE）
20. 魂のブラザー（ENCORE）
21. 星くずのダンス・ホール（ENCORE）
22. ポラリス（ENCORE）

### Disc.2　Bonus Disc
1. 「夢見る16歳 with 佐藤善雄&桑野信義」 in 鹿児島
2. 鈴木雅之 & 鈴木愛理スペシャルトーク
3. 「ランナウェイ with スターダスト☆レビュー」MV
4. 「たとえ世界がそっぽ向いても with 大石昌良」MV
5. 「DADDY! DADDY! DO! feat. 鈴木愛理」MV
6. 「DADDY! DADDY! DO! 鈴木愛理」Dance Video
7. 「Motivation」MV
8. 「夢で逢えたら （40th Version）」MV